# サン・マルコ財務官ヤコポ・ソランツォの肖像
『サン・マルコ財務官ヤコポ・ソランツォの肖像』（サン・マルコざいむかんヤコポ・ソランツォのしょうぞう、伊: Ritratto del procuratore Jacopo Soranzo, 英: Portrait of Procurator Jacopo Soranzo）は、ルネサンス期のイタリアのヴェネツィア派の巨匠ティントレットが1550年ごろに制作した肖像画である。油彩。ヴェネツィアの元首に次ぐサン・マルコ財務官の役職にあったヤコポ・ソランツォ（Jacopo Soranzo）を描いている。ティントレット初期を代表する肖像画の1つで、現在はヴェネツィアのアカデミア美術館に所蔵されている。またミラノのスフォルツェスコ城絵画館に異なるバージョンが所蔵されている。

## 人物
ヤコポ・ソランツォ（1467年-1551年）はヴェネツィアでも特に裕福な貴族の1つ、ソランツォ家の当主であった。1522年、ソランツォはロドス島を包囲するオスマン帝国との戦争（ロドス包囲戦）の資金を調達するためにヴェネツィアが行った官公庁の公売に関連して、サン・マルコ財務官の役職に就いた。サン・マルコ財務官は元首（ドージェ）に次ぐ高位の役職で、公的事業や遺贈資産の管理運用を監督した終身職であった。サン・マルコ財務官には3つの管轄があり、1つはサン・マルコ聖堂を管轄するプロクラトーレ・デ・スプラ、カナル・グランデの東側の3地区を管轄するプロクラトーレ・デ・チトラ、西側の3地区を管轄するプロクラトーレ・デ・ウルトラに分かれていた。ソランツォ家はかなり早い時期からティントレットの後援者となっており、早くも1540年代にサン・ポーロ地区にあったソランツォ家の邸宅のファサードにフレスコ画を制作した。本作品の少し前にはスフォルツェスコ城絵画館所蔵のヤコポ・ソランツォを含む家族の肖像画を制作したほか、これ以降も一族の肖像画をいくつか制作している。本作品の制作の翌年、ヤコポ・ソランツォは死去した。

## 作品
ティントレットは公式の肖像画のポーズで座るヤコポ・ソランツォを描いている。ソランツォは真紅のローブを着て、画面左に視線を向けている。年老いた彼の双眸は落ちくぼんでいるがその眼は鋭く、死を目前にして鋭敏さと威厳を失っておらず、強固な意志と成熟した精神性は死の予感のためにいささかも曇っていない。室内は暗く、人物の背後には赤いカーテンが引かれ、画面右隅にある窓から建築物のある風景が見える。サン・マルコ財務官の執務室はサン・マルコ広場を囲むドゥカーレ宮殿の内部にあり、窓の外の建築物はおそらくドゥカーレ宮殿の一部と思われる。
ティントレットはルネッサンス期の肖像画の規範に支配されることなく、モデルに対する迅速な解釈と内面への鋭い洞察によって描き上げている。画家の筆遣いは驚くべき精度でソランツォの顔の特徴を、痩せた身体、燃えるような瞳、白い毛髪と髭を呼び起こす光の微妙な効果を構築している。さらにティントレットの表現力はベルベットの深い色調と光沢に発揮されている。肖像画の上部にはラテン語で「ヤコポ・ソランツォ、1522年」（IACOBVS SVPERANTIO MDX[X]II）と描かれた人物の名前と彼がサン・マルコ財務官に就任した年代が明記されている。画面右端（ソランツォの左隣）には別の人物の右肩が見えるため、本来は複数の人物が描かれた多重肖像画であったこと、また画面上部は半円形をしていたことが指摘されている。
帰属についてはアカデミア美術館に収蔵された時点でティツィアーノ・ヴェチェッリオの作品とされ、その後もティツィアーノとティントレットの間で見解が分かれていたが、1957年に実施された修復を経て、最終的にティントレットの作品と見なすことが定説となった。制作年代はソランツォが死去する直前の1550年前後と考えられている。

## 来歴
もともと多重肖像画であった本作品は、おそらくティントレット、あるいはドメニコ・ティントレットによって、ドゥカーレ宮殿の改装に際して現在の形に変更されたと推測されている。その後、肖像画はサン・マルコ財務官のプロクラトーレ・デ・スプラの執務室に設置されていたが、1812年にアカデミア美術館に収蔵された。

## ギャラリー
関連作品

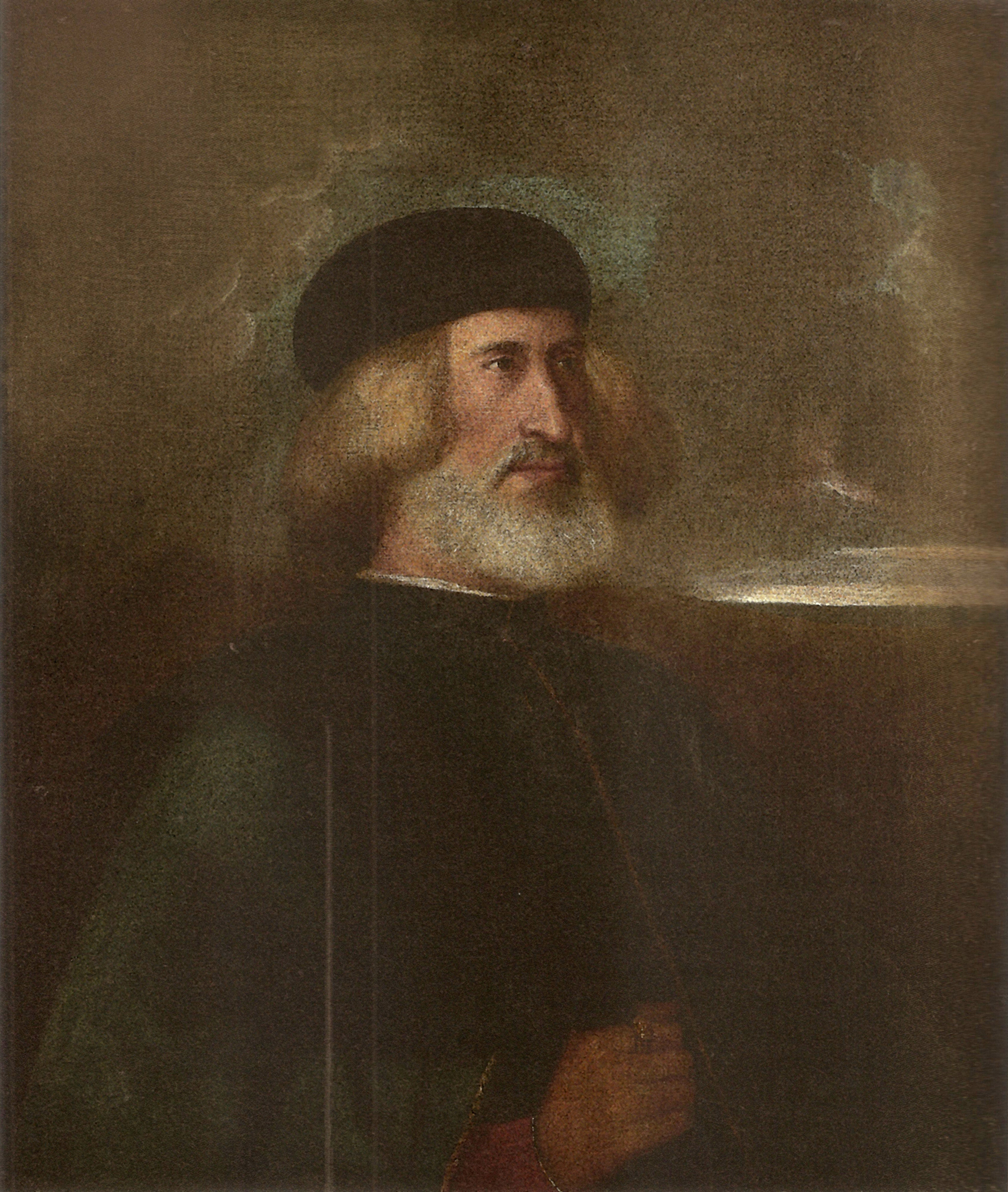
ジョヴァンニ・カリアーニ『ヤコポ・ソランツォの肖像』1522年 ストラスブール装飾芸術美術館（英語版）所蔵
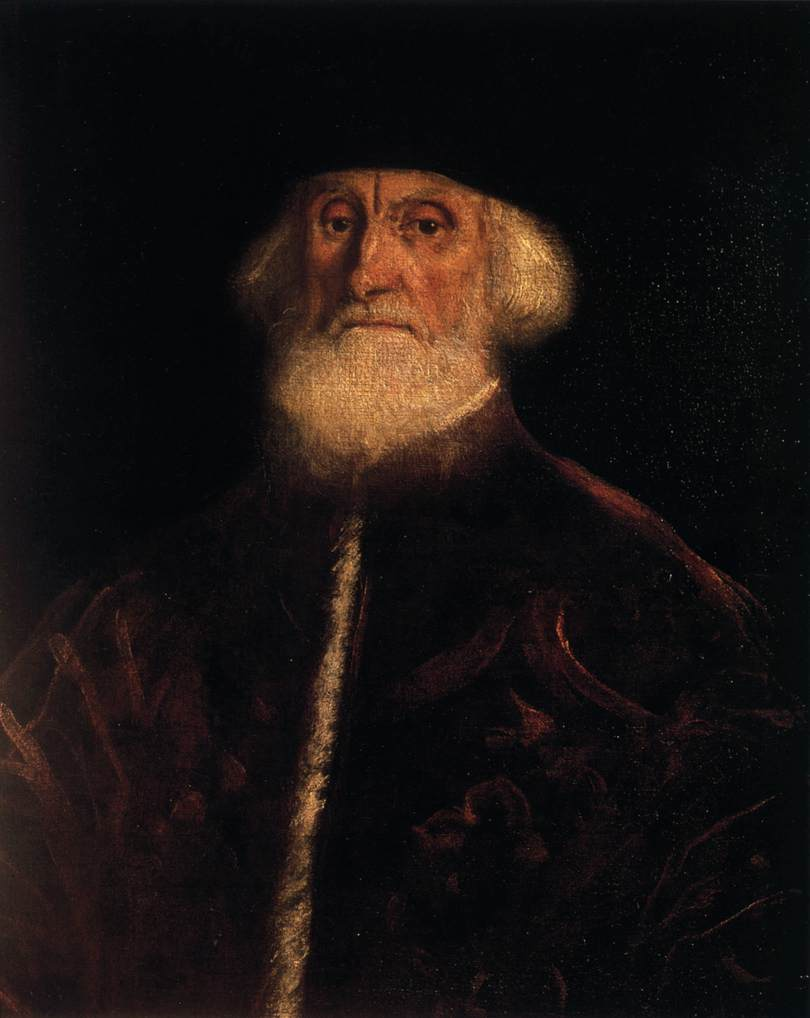
ティントレット『ヤコポ・ソランツォの肖像』1550年ごろ スフォルツェスコ城絵画館（イタリア語版）所蔵
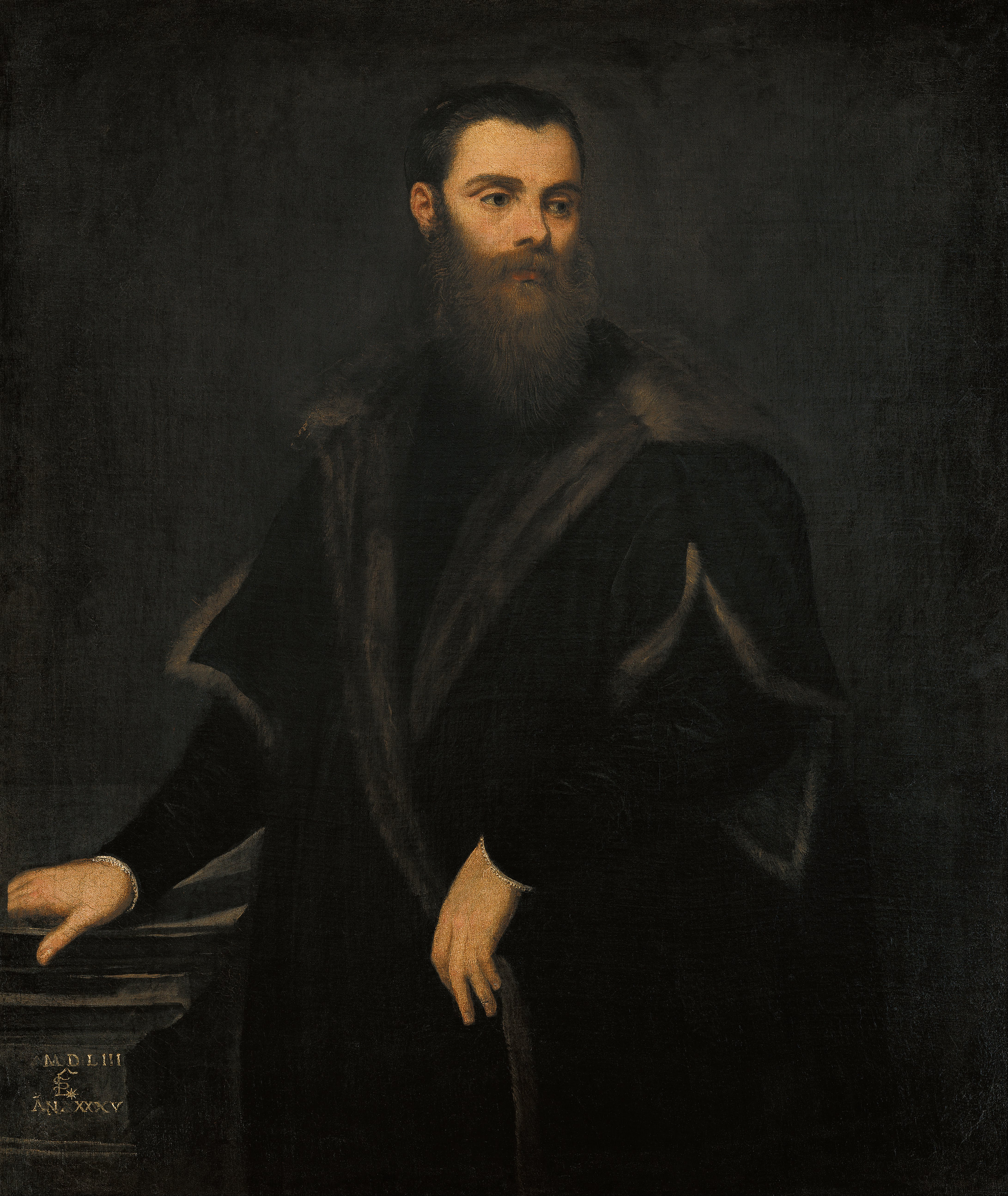
ティントレット『ロレンツォ・ソランツォの肖像』1553年 美術史美術館所蔵
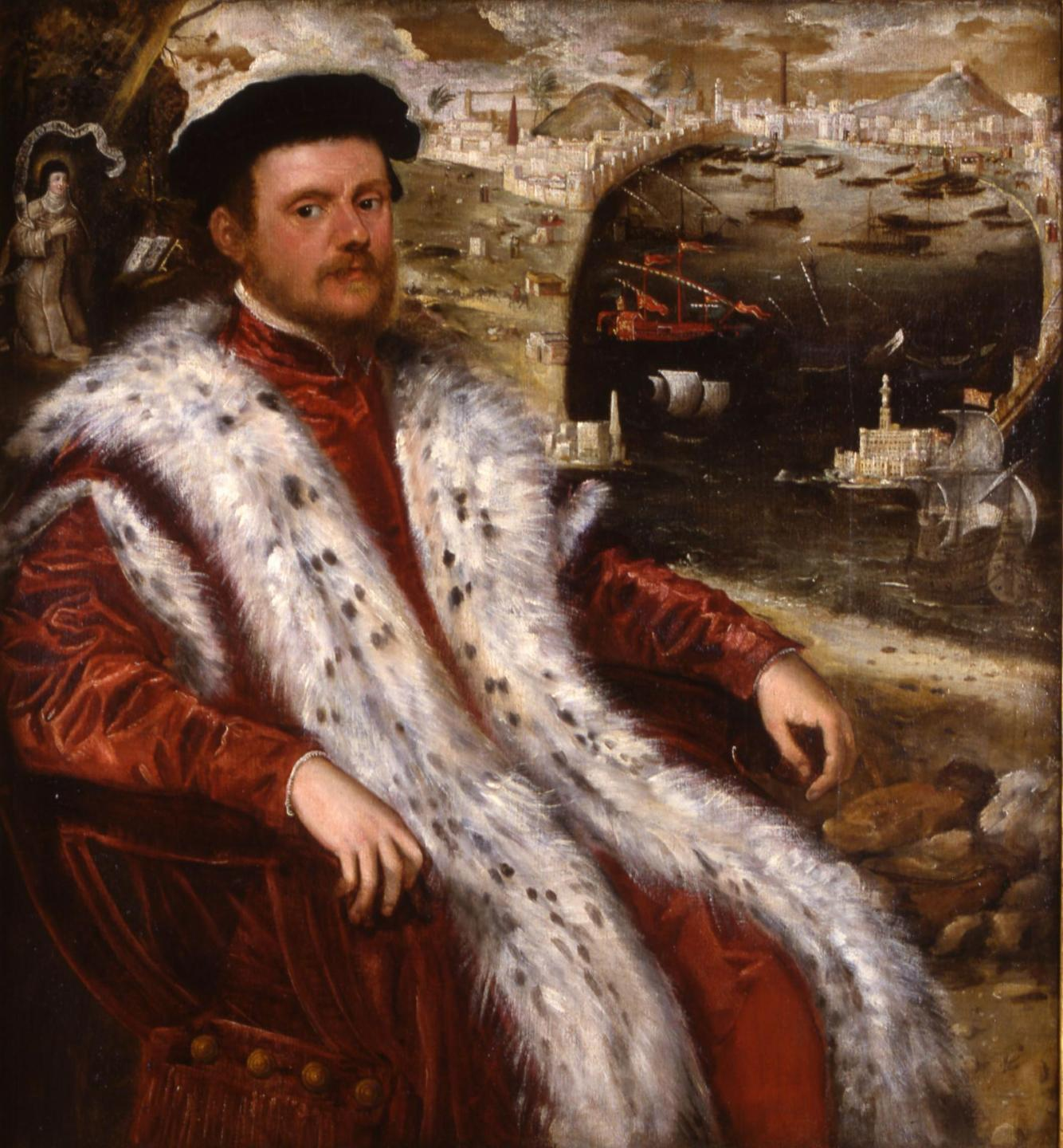
ティントレット『ベネデット・ソランツォの肖像』1565年ごろ ヘアウッド・ハウス（英語版）所蔵